# Мезофил
Мезофил (гр. mesos - средњи, phyllon - лист) је меко ткиво унутар листа, између епидермиса лица и наличја, које има главну улогу у фотосинтези. Сачињава га асимилациони паренхим, који је код већине биљака диференциран на палисадно и сунђерасто ткиво. Термини мезофил и ткиво за асимилацију (способно да врши фотосинтезу) нису синоними, с обзиром да се лишће без хлоропласта тек мало разликује у својој организацији од зеленог лишћа. Оно има мезофил, али се у њему не одвија фотосинтеза. Такође, фотосинтеза може да се дешава у деловима стабла.